# Jüdischer Friedhof Gettenbach
Der Jüdische Friedhof Gettenbach war der Friedhof für die Bewohner jüdischen Glaubens in Gettenbach, und zahlreiche umliegende Orte in der heutigen Gemeinde Gründau im Main-Kinzig-Kreis in Hessen. Die Grenzen des Bezirks wechselten im Laufe der Jahrhunderte jedoch mehrfach.

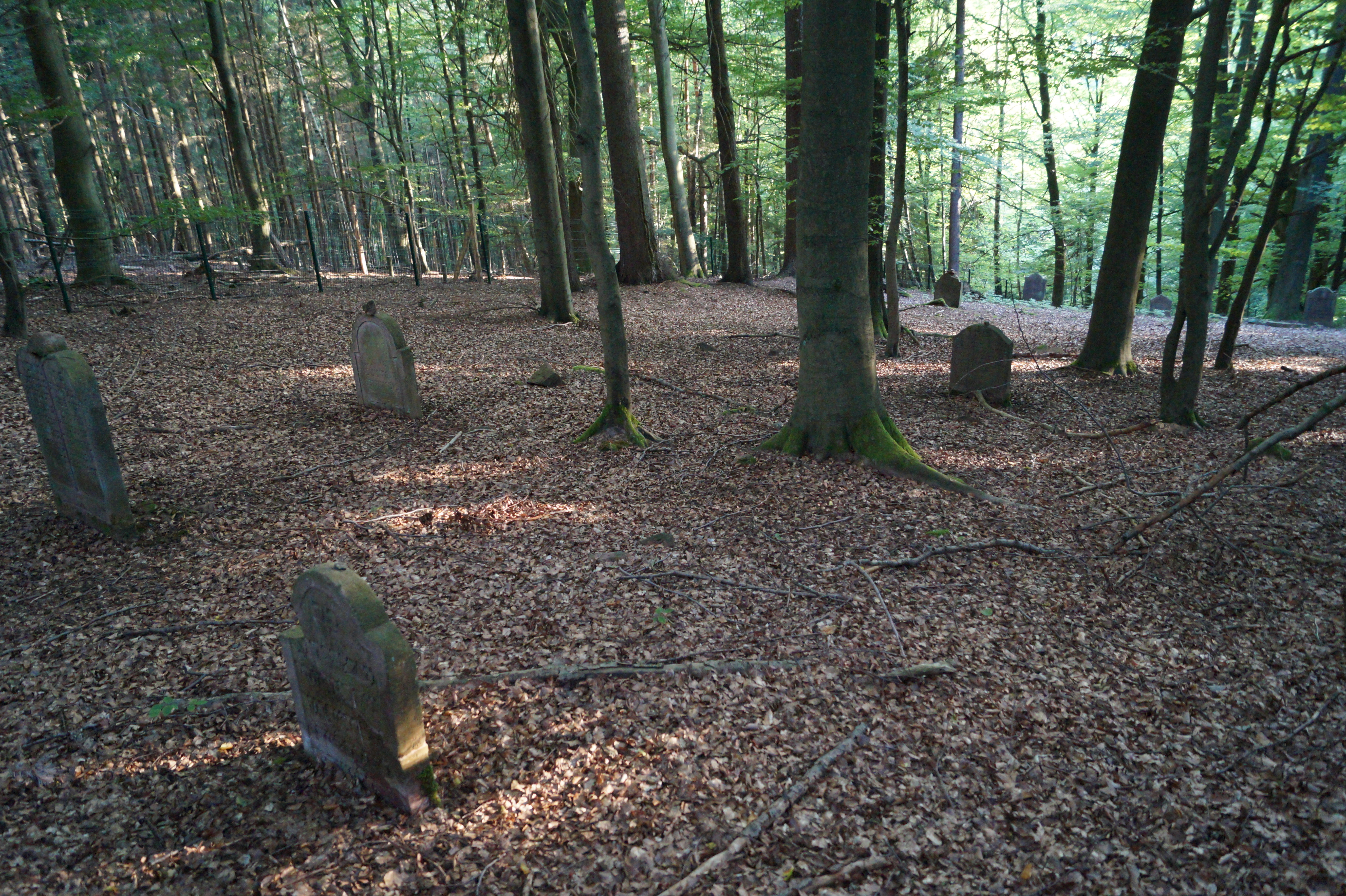
Blick auf den Friedhof von Nordosten 2015

## Geografische Lage
Der Friedhof befindet sich leicht abgelegen im Wald südöstlich der Ortschaft. Er ist über die Straße Gerbersgipfel zu erreichen. Östlich des Weges befindet sich – außerhalb der Ortslage – ein alter Sandsteinbruch, oberhalb von diesem liegt der Friedhof.

## Geschichte
Die Inschriften der erhaltenen Grabsteine belegen eine Nutzung des Friedhofs zwischen 1760 und 1910. Auf dem Friedhof wurden Verstorbene der Gemeinden Breitenborn, Lieblos, Gettenbach, Mittel-Gründau, Niedergründau und Roth beigesetzt. 
Vom 18. bis Anfang des 20. Jahrhunderts gab es in dem Dorf Gettenbach viele jüdische Einwohner (1786: 92 = fast ⅔ der insgesamt 145 Einwohner; 1790: 62 = 23 % von 273 Einwohnern insgesamt; 1835: 44, etwa 20 % der Bevölkerung); bereits Anfang des 19. Jahrhunderts soll es in dem zwei herrschaftliche Höfe und 20 Wohnhäuser zählenden Dorf eine Synagoge gegeben haben. Jedenfalls beantragte bereits 1828 der Gemeindeälteste Jonas Grünebaum die Anstellung eines Lehrers für die zehn schulpflichtigen Kinder. In den 1850er und 1860er Jahren erteilte Lehrer Baruch Strauß aus Lieblos den Religionsunterricht; die jüdische Gemeinde soll damals über 50 Mitglieder gehabt haben. Jüdische Deutsche, die in Gettenbach geboren sind, fielen als Soldaten im Ersten Weltkrieg. Der Begräbnisplatz ist auch für die in Gettenbach geborenen aber anderswo gestorbenen Juden genutzt worden.

## Anlage
Der Friedhof besaß keine Einfriedung, in jüngerer Zeit wurde ein Metallzaun aufgestellt. Erhalten sind etwa 20 Grabsteine aus Sandstein mit hebräischen (und bei den zuletzt Beerdigten auch deutsche) Inschriften.